# Bdín
Bdín (en allemand : Wacht) est une commune du district de Rakovník, dans la région de Bohême-Centrale, en Tchéquie. Sa population s'élevait à 65 habitants en 2020.

## Géographie
Bdín se trouve à 15 km au nord-est de Rakovník, à 17 km au sud-sud-est de Louny, et à 43 km à l'ouest-nord-ouest de Prague.
La commune est limitée par Milý au nord, par Srbeč à l'est, par Mšec et Třtice au sud, et par Kalivody et Přerubenice à l'ouest.

## Histoire
La première mention écrite de la localité date de 1318.

## Transports
Par la route, Bdín se trouve à 22 km de Rakovník, à 30 km de Louny et à 57 km de Prague.